# Veronica Mars (personaje)
Veronica Mars es la protagonista ficticia, narradora ocasional (a través de voces en off) y antiheroína de la serie de televisión estadounidense Veronica Mars, que se emitió en UPN de 2004 a 2006 y en The CW de 2006 a 2007. El personaje fue interpretado por Kristen Bell a través del duración de la serie. Tras la cancelación del programa, Bell retomó el papel en la continuación de la película de 2014. El personaje, creado por Rob Thomas, era originalmente un hombre y el protagonista de su novela no producida Rob Thomas Detective Adolescente que finalmente se convirtió en la base de la serie. Después de la transición de la obra de novela a serie de televisión, Thomas cambió el género del personaje de hombre a mujer, ya que creía que una pieza negra contada desde un punto de vista femenino sería más interesante.
Antes de la serie, Veronica tuvo que lidiar con su mejor amiga, Lily, siendo asesinada, su padre perdiendo su reputación de sheriff y su madre dejándolo como resultado, y perdiendo su estatus como una de las chicas populares en la escuela secundaria debido a eso.

## Biografía del personaje
Al comienzo de la serie, Veronica es una joven de 17 años en Neptune High en su ciudad natal de Neptune, California. Según el creador de la serie, Rob Thomas, el cumpleaños de Verónica es en agosto. Veronica tiene un trabajo de medio tiempo después de la escuela trabajando para su padre, el investigador privado Keith Mars, el ex sheriff del condado de Balboa, California. En este momento de su vida, Veronica no tiene amigos hasta que conoce y ayuda a Wallace Fennel, quien rápidamente se convierte en su mejor amigo.
La historia de Veronica se cuenta a través de voces en off y flashbacks ajustados en la historia principal. Aprendemos que un año antes de que la serie comience, Veronica era una adolescente popular en Neptune High. Su mejor amiga era la popular junior Lilly Kane. Veronica estaba saliendo con el hermano de Lilly, Duncan Kane y Lilly estaba saliendo con Logan Echolls, el buen amigo de Duncan. Los cuatro estaban al frente de la camarilla rica y popular de la escuela "09er" (llamada así por el código postal 90909, una zona adinerada de Neptuno) que dominaba la escena social de Neptune High. Aunque Veronica no cumplió con el estado económico de los otros 09ers, fue aceptada en la camarilla porque estaba saliendo con Duncan, y debido a la influencia de su padre como sheriff.
Un día, Duncan dejó de hablar con Veronica y rompió con ella sin explicación. Lilly se negó a explicarle a Veronica lo que salió mal. Poco después, Lilly fue encontrada asesinada en el lado de la piscina de su familia. El sheriff Keith Mars acusó al padre de Lilly, el amado empresario de software Jake Kane, de estar involucrado en el asesinato. Los ciudadanos de Neptuno se horrorizaron y Keith rápidamente se vio expulsado de la oficina y convertido en un paria por la comunidad rica de los 09er. La credibilidad de Keith sufrió otro golpe cuando su reemplazo como Sheriff, el ex Sheriff Don Lamb, arrestó al exempleado descontento de Kane Software, Abel Koontz, quien confesó el asesinato de Lilly.
El shock y la pérdida de ingresos destruyeron a la familia Mars. La madre de Veronica comenzó a beber mucho y abandonó a la familia varios meses después.
Verónica selló su destino como una extraña cuando se negó a denunciar a su padre. Duncan dejó de hablar con Veronica, y el resto de los 09ers hicieron lo mismo. Veronica se vio desterrada de la exclusiva escena social 09er y amigos.
Dos meses después de la muerte de Lilly, Veronica llegó sin invitación a una fiesta de las 09ers, lanzada por Shelley Pomroy, para demostrarle a sus ex amigas que no le importaba lo que decían sobre ella. En la fiesta, la bebida de Veronica está llena de GHB y despierta a la mañana siguiente en un dormitorio de invitados sin ningún recuerdo de la noche anterior y sin ropa interior. Para su horror, se da cuenta de que fue violada. Cuando ella informa el crimen al Sheriff Lamb, él la llama mentirosa y la arroja fuera de su oficina.
Estos eventos cambian a Veronica. Se volvió cínica, llena de desprecio y disgusto hacia sus compañeros de clase y la acaudalada elite de Neptuno. Una paria como su padre, ella canalizó su tiempo y energía para ayudarlo en su propia agencia de detectives. Pero cuando un encuentro casual con la nueva estudiante de transferencia Wallace Fennel la llevó a obtener un nuevo amigo, comenzó a utilizar sus talentos de investigación para ayudar a sus compañeros y para enfrentarse cara a cara con los 09'ers.
Veronica lentamente comienza a superar su cinismo, con la ayuda de nuevos amigos Wallace Fennel, Cindy "Mac" Mackenzie y Meg Manning.
Antes de la muerte de Lilly, Veronica es retratada como despreocupada, femenina, dulce y joven, con cabello largo. Se sugiere que Veronica se cortara el pelo porque le recordaba demasiado a Lilly. La transición a un paria ingenioso, cínico y nervioso fue rápido.
Después de ser expulsado del Departamento del Alguacil, Keith Mars abre Mars Investigations, una agencia de PI, Veronica gana un trabajo después de la escuela como su secretaria. Aunque a menudo se le prohíbe manejar ciertos casos, a menudo sobrepasa sus límites y algunas veces incluso resuelve completamente el caso ante su padre. También es una investigadora privada no oficial de Neptune High que rastrea a los hackers informáticos, desenterra a los padres, descubre quién robó la mascota de la escuela y cosas por el estilo. Ella va un paso por delante de su padre y Vicedirector Van Clemmons a través de la ayuda ocasional de su mejor amigo Wallace Watson a su Holmes y su compañera de clase Eli "Weevil" Navarro, el líder de PCH Biker Gang.
Logan Echolls (Jason Dohring), una vez un amigo cercano, había ayudado a organizar la lista negra de Veronica de la camarilla de los 09er. Los dos cruzaron espadas en varias ocasiones antes de que Logan buscara la ayuda de Veronica para descubrir si su madre, Lynn, podría haber fingido su muerte cuando saltó al océano. Aún tambaleante por el abandono de su propia madre, Veronica simpatizaba con el dolor de Logan, y los dos reconciliaron la mayoría de sus diferencias. Hacia el final de la tercera temporada de la serie, Veronica completa con éxito su examen estatal de California para recibir su licencia oficial como detective por derecho propio.
Verónica obtuvo un 95 en su prueba de investigador privado.
Algunos años más tarde, se demuestra que Verónica ha dejado su antigua vida de detective y tiene una oferta de trabajo de una prestigiosa firma de abogados en Nueva York. Sin embargo, cuando Logan es acusado de asesinato, Verónica regresa a Neptuno para limpiar su nombre, finalmente decide quedarse en Neptuno para luchar contra la corrupción local y el clasismo que se ha desarrollado allí desde su partida.